# Capelle (Zeeland)

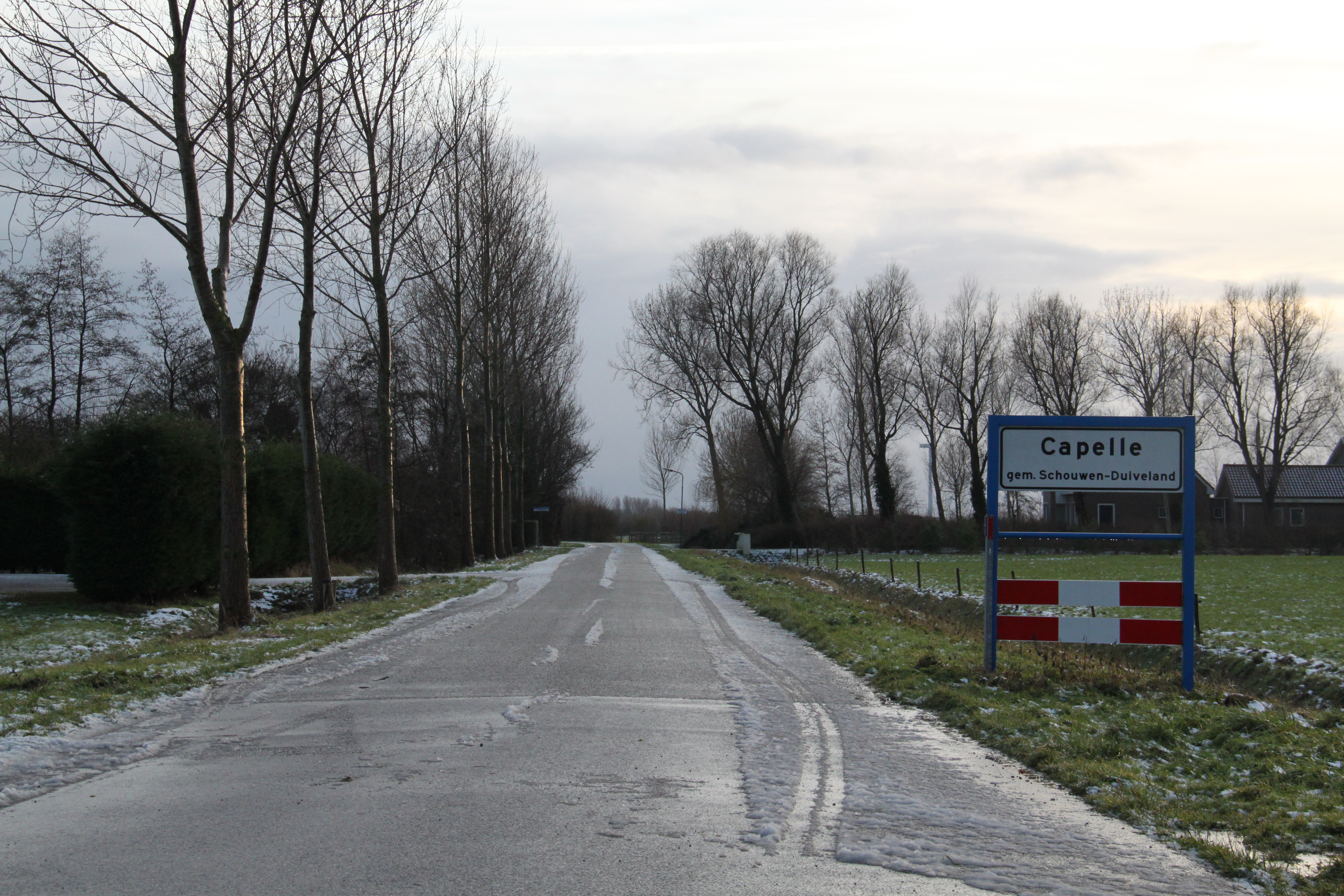
Plaatsnaambord te Capelle.

Capelle is een voormalig gehucht op het Nederlandse eiland Schouwen-Duiveland, gelegen tussen Zierikzee en Nieuwerkerk, weggevaagd bij de Watersnood van 1953.

## Middeleeuwen
In de middeleeuwen was dit een heerlijkheid met een dorp en het kasteel Zwanenburg, waarin de 'Heren van Duiveland' woonden. Ook toen overstroomde het gebied al regelmatig. De polder waarin Capelle lag, de Vierbannenpolder, stond bij stormvloeden in 1288 (Sint-Aagthenvloed), 1304, 1403, 1414, 1421 (Sint-Elisabethsvloed), 1530 (Sint-Felixvloed) en 1532 (Stormvloed van 1532) telkens onder water. Bij de stormvloed van 1532 werd de kerk verwoest, maar de bewoners waren niet bij machte behalve hun huizen ook de kerk weer op te bouwen. Hierdoor werd het dorp Capelle een gehucht.
In de Franse tijd vormde Capelle samen met Botland een gemeente met de naam Capelle en Botland. Reeds in 1813 werd deze gemeente opgeheven om op te gaan in Nieuwerkerk.

## Watersnood van 1953
Vlak voor de Watersnood van 1953 was het gehucht, halverwege de weg naar Zierikzee, niet veel meer dan anderhalve straat met een twintigtal arbeidershuisjes, enkele boerderijen en een cichoreifabriekje.
Tijdens de stormvloed braken op drie plaatsen de dijken van de Vierbannenpolder, zodat het water van drie kanten op Capelle afkwam. Door de slechte staat van de huizen, er werd zelfs in onbewoonbaar verklaarde huizen gewoond, en de door de wind en aanhoudende eb en vloed aangevoerd hout stortten in het "centrum" van Capelle op twee na alle huizen in. Ook van de rondom het centrum liggende arbeidershuisjes en boerderijen stortten verschillende in. Uiteindelijk zijn in Capelle 42 van de ruim 100 inwoners bij deze ramp omgekomen, zodat Capelle behoort tot de verhoudingsgewijs zwaarst getroffen nederzettingen.
In de nacht van 6 op 7 november 1953 wordt bij Ouwerkerk het laatste dijkgat van de Vierbannenpolder, en gelijk het laatste dijkgat van de Watersnood, gedicht.

## Na de Watersnood
Na de Watersnood werd door de toenmalige gemeente Nieuwerkerk, gesteund door de Zeeuwse Gedeputeerde Staten, besloten Capelle niet weer op te bouwen. Men was namelijk van mening dat er een scheiding moest komen tussen woonplaatsen en boerderijen. Dit betekende dat de verwoeste arbeidershuisjes in het centrum van Capelle herbouwd dienden te worden bij de desbetreffende boerderij, terwijl de overige inwoners zich in het dorp Nieuwerkerk dienden te vestigen. Capelle was in hun ogen te klein om als dorp herbouwd te worden. De twee overgebleven huisjes zijn echter wel hersteld, verder resteert nog het kerkhof. Na 1953 zijn er nog twee arbeidershuisjes in het centrum van Capelle bijgebouwd, deze behoorden bij boerderijen vlak bij het voormalige centrum.
Hierdoor werd Capelle de laatste verdronken nederzetting van Zeeland, en vormt het samen met het Zuid-Hollandse buurtschap Schuring de twee verdwenen nederzettingen van de Watersnood van 1953.
Toen in 1961 de nieuwe gemeente Duiveland werd gevormd, werd het eeuwenoude wapen van Capelle het nieuwe gemeentewapen. En hoewel Capelle al sinds de vroegst bekende bronnen met een "C" geschreven werd, werd na de Watersnood de restanten van Capelle de officiële benaming Kapelle gegeven. Nu staat er wel een wit bord met de naam Capelle.